# 中阿爾斯特 (英國國會選區)
中阿爾斯特（英語：Mid Ulster），英國國會一郡選區，位於北愛爾蘭，包括庫克斯敦區和馬拉費爾特區全部及鄧甘嫩-南蒂龍區一部，創設於1950年。因位於阿爾斯特省中部而得名。
自1997年新設西蒂龍選區以來，本區親愛爾蘭和親英選民比例大約是63：35。2010年大選中新芬黨的馬丁·麥吉尼斯以52.0%選票勝出該區三度連任。
2013年補選，新芬黨的Francie Molloy當選。2015年英國大選，Francie Molloy成功連任。